# Arlandria
Singles de Foo Fighters
Walk
(2011) These Days
(2011)
Arlandria est le troisième single du groupe de rock Foo Fighters issu de l'album Wasting Light sorti en 2011.

## Liste des titres
Toutes les chansons sont écrites et composées par Dave Grohl, Taylor Hawkins, Nate Mendel, Chris Shiflett.
| 1. | Arlandria | 4:28 |

## Classements hebdomadaires
| Classement (2011)              | Meilleure position |
| ------------------------------ | ------------------ |
| Écosse (OCC)                   | 72                 |
| Royaume-Uni (UK Singles Chart) | 79                 |
| Royaume-Uni (UK Rock Chart)    | 1                  |

## Membres du groupe lors de l'enregistrement de la chanson
- Dave Grohl - chant, guitare
- Chris Shiflett - guitare
- Nate Mendel - basse
- Taylor Hawkins - batterie
- Pat Smear - guitare